# Brentonico
Brentonico és un municipi italià, dins de la província de Trento. L'any 2007 tenia 3.874 habitants. Limita amb els municipis d'Ala, Avio, Malcesine (VR), Mori i Nago-Torbole.

## Administració
| Període | Identitat     | Partit        |
| ------- | ------------- | ------------- |
| 2005-   | Giorgio Dossi | Llista cívica |